# Waldwerk
Waldwerk (niem. "leśna fabryka") – jeden z rodzajów produkcji niemieckich myśliwców pod koniec drugiej wojny światowej. Z racji ciągłych bombardowań amerykańskich sił powietrznych, Niemcy musieli zdecentralizować produkcję i przenieść ją z klasycznych fabryk pod ziemię lub właśnie do lasów. Na całym terenie Trzeciej Rzeszy rozsiane było wiele waldwerków rozmieszczonych na leśnych polanach - zazwyczaj obok autostrad. Samoloty były montowane pod gołym niebem. Dzięki doskonale dopracowanej sieci poddostawców do fabryk tych trafiały części produkowane na terenie całych Niemiec. Po ukończeniu montażu samolotu, był on wytaczany na autostradę i startował do określonej jednostki.
Główne typy samolotów produkowanych w ten sposób to:
- Messerschmitt Me-262
- Messerschmitt Bf-109
- Focke-Wulf Fw-190